# Hemerobius antigonus
Hemerobius antigonus is een insect uit de familie van de bruine gaasvliegen (Hemerobiidae), die tot de orde netvleugeligen (Neuroptera) behoort. 
Hemerobius antigonus is voor het eerst wetenschappelijk beschreven door Banks in 1941.